# 中国人民解放军军事科学院国防科技创新研究院
中国人民解放军军事科学院国防科技创新研究院，位于北京市，是中国人民解放军军事科学院的研究院之一。

## 沿革
2017年7月19日，新调整组建的军事科学院、国防大学、国防科技大学成立大会暨军队院校、科研机构、训练机构主要领导座谈会在北京八一大楼举行，中共中央总书记、国家主席、中央军委主席习近平向军事科学院、国防大学、国防科技大学授军旗、致训词，出席座谈会并发表讲话。新调整组建的军事科学院成立了中国人民解放军军事科学院国防科技创新研究院，成为军事科学院8个研究院之一。

## 历任领导
| 院长 - [[]] 少将（2017年7月—） 副院长 | 政治委员 - [[]] 少将（2017年7月—） 副政治委员 |